# Onthophagus pactolus
Onthophagus pactolus är en skalbaggsart som beskrevs av Fabricius 1787. Onthophagus pactolus ingår i släktet Onthophagus och familjen bladhorningar. Inga underarter finns listade i Catalogue of Life.